# Vao (Koeru)
Vao – wieś w Estonii, w prowincji Järva, w gminie Koeru.